# 総書記
総書記（そうしょき）とは、共産党の最高指導者の役職名「書記長」（英: General secretary, 露: Генеральный секретарь）の中国語訳由来の漢語。

## 解説
中国共産党では1927年の初代総書記陳独秀から1943年まで総書記の職があり、1982年に胡耀邦が復活させてそれまで使用していた「主席」に代わり、最高指導者の地位にこの名称を採用している。日本では「書記長」の語が通用しており、外国語からの翻訳にもこれを用いているが、中国共産党についてはそのまま「総書記」と訳している。
このほか、朝鮮語とベトナム語では「書記」に「秘書」の字をあてるため、朝鮮労働党、ベトナム共産党の最高指導者はともに「総秘書」という漢字表記になるが、日本では通例でそれぞれ「（朝鮮労働党）総書記」（マスメディアによる金正日・金正恩の「金総書記」との呼称でより一般化した）、「（ベトナム共産党）書記長」と訳している。

### 社会主義国の指導者一覧
| 名                       | 画像                             | 国       | 齢   | 就任           | 政党             | 政党の役職                         |
| ------------------------ | -------------------------------- | -------- | ---- | -------------- | ---------------- | ---------------------------------- |
| 習近平                   |                                  | 中国     | 71歳 | 2013年3月14日  | 中国共産党       | 中国共産党中央委員会総書記         |
| 習近平                   | 中国共産党中央軍事委員会主席     | 中国     | 71歳 | 2013年3月14日  | 中国共産党       |                                    |
| 金正恩                   |                                  | 北朝鮮   | 41歳 | 2016年6月29日  | 朝鮮労働党       | 朝鮮労働党総書記                   |
| 金正恩                   | 朝鮮労働党中央軍事委員会委員長   | 北朝鮮   | 41歳 | 2016年6月29日  | 朝鮮労働党       |                                    |
| 金正恩                   | 朝鮮武力最高司令官               | 北朝鮮   | 41歳 | 2016年6月29日  | 朝鮮労働党       |                                    |
| ミゲル・ディアス＝カネル |                                  | キューバ | 64歳 | 2019年10月10日 | キューバ共産党   | キューバ共産党中央委員会第一書記   |
| トーンルン・シースリット |                                  | ラオス   | 79歳 | 2021年3月22日  | ラオス人民革命党 | ラオス人民革命党中央委員会書記長   |
| トー・ラム               |                                  | ベトナム | 67歳 | 2024年5月22日  | ベトナム共産党   | ベトナム共産党中央執行委員会書記長 |
| トー・ラム               | ベトナム共産党中央軍事委員会書記 | ベトナム | 67歳 | 2024年5月22日  | ベトナム共産党   |                                    |